# サン・ジュアン・ダスピ
サン・ジュアン・ダスピー（カタルーニャ語: Sant Joan Despí: IPA：[ˈsaɲ ʒuˈan dəsˈpi]）は、スペイン・カタルーニャ州バルセロナ県のムニシピ（基礎自治体）。バルセロナ都市圏に属する。リュブラガート川河口左岸にあり、川を挟んでサン・ボイ・デ・リョブレガートに隣接する。スペイン語による表記はSan Juan Despí（サン・フアン・デスピ）。

## 歴史
歴史は古代ローマにまで遡り、当時はヴィコミシアーノ (Vicomiciano) と呼ばれていた。スペイン内戦の際にはピ・デ・リョブレガート (Pi de Llobregat) と改名されたが、内戦後の1939年にサン・フアン・デスピ（San Juan Despí）へと再び改名された。以後1984年までこの名前だったが、1984年にカタルーニャ語の名前に改名され、サン・ジュアン・ダスピ（Sant Joan Despí）となった。ジュゼップ・マリア・ジュジョールにより建築されたトーレ・デ・ラ・クレウはスペインの重要文化財にも指定され、観光名所となっている。

## 人口
| サン・ジュアン・ダスピの人口推移 1900－2010             |
|                                                         |
| 出典:INE（スペイン国立統計局）1900年 - 1991年、1996年 - |

## 交通
ロダリアス・ダ・カタルーニャ鉄道（カタルーニャ通勤鉄道）のサン・ジュアン・ダスピ駅がある。トラムのトラムバッシュが通っている。バルセロナ地下鉄のボン・ヴィアージュ駅がある。

## 出身者
- パブロ・マフェオ - サッカー選手